# Süleyman Demirel
Sami Süleyman Gündoğdu Demirel (født 1. november 1924, død 17. juni 2015) var Tyrkiets premierminister flere gange og var præsident i 1993-2000.